# يني قسطندي يني
ينّي قسطندي ينّي، (1895-1962) رئيس مجلس كفرياسيف المحلّي (1934-1962)، ورئيس أوّل جبهة شعبيّة في البلاد لمناهضة الحكم العسكريّ (1958-1962) المفروض على الأقليّة القوميّة العربيّة الفلسطينيّة، في إسرائيل (1948-1966). وأهمّ إنجازاته حماية قريته من التّرحيل ، عام النّكبة 1948، حين سلّم القرية للجيش الإسرائيليّ، وهكذا لم تُهدم القرية، ولم يُقتل أحد من أهلها، ولم تُصادر أرضها، كباقي القرى في المنطقة.

### حياته
وُلد ينّي، في قرية كفرياسيف، في الجليل، في فلسطين، وعاش فيها حتّى سنة وفاته (1895-1962). كان أبوه يونانيًّا، وقد جاء إلى فلسطين، واستقرّ في كفرياسيف، في القرن التّاسع عشر، أثناء الحكم العثمانيّ؛ حيث أقام في كفرياسيف، وبقي فيها. ولم يكن ينّي ابن عائلة كبيرة، لكنّ أهل القرية أجمعوا على انتخابه رئيسًا لمجلسهم المحلّيّ، لثلاثة عقود متتالية تقريبًا. تعلّم ينّي في مدرسة القرية الابتدائيّة التي أقامتها إرساليّة الكنيسة الأورثوذكسيّة الرّوسيّة في القرية، عام 1870. ومن ثمّ انتقل إلى السّمنار الرّوسيّ في النّاصرة المعروفة باسم "المسكوبيّة"؛ وتخرّج منه معلّمًا للمدارس الابتدائيّة.

#### أعماله
جنّدته السّلطات التّركيّة للخدمة العسكريّة، في سنوات الحرب العالميّة الأولى، وبعد انتهاء الحرب عاد إلى قريته كفرياسيف متأثّرًا بما شاهده من أهوال الحرب؛ فأسّس مع مجموعة من شباب القرية "جمعيّة النّاشئة" بهدف خدمة وتطوير المصلحة العامّة في القرية. وفي عام 1934 تسلّم رئاسة مجلس كفرياسيف المحلّي، الذي تأسّس عام 1925، في عهد الانتداب البريطانيّ على فلسطين. وقد بقي في هذا المنصب حتّى آخر يوم في حياته 17/7/1962.

##### من أهم إنجازاته
-الحفاظ على بقاء أهالي القرية ومنع ترحيلهم، في أحداث النّكبة، عام 1948.  
        - حماية أرض البلد من المصادرة.
        - تبليط شوارع القرية وإنارتها.  
        - بناء بناية المجلس المحليّ، القائمة حتّى اليوم.  
        - بناء المدرسة الابتدائيّة في القرية، والقائمة حتّى اليوم.  
        - بناء المخازن التّجاريّة في ساحة السّوق.  
        - إنشاء محرقة للنّفايات الضّارّة، في الزّاويّة الغربيّة لأرض البستان.  
        - أنشاء مجرى تحت أرضي، لتصريف مياه المطر، في شارع العين.
        - تأسيس المدرسة الثّانويّة التي حملت اسمه.  
        - ربط البيوت بشبكة المياه.
        - ترأّسَ الجبهة الشّعبيّة عام 1958، الهادفة إلى إلغاء الحكم العسكريّ الذي فرض على الأقليّة العربيّة من عام 1948 وحتّى عام 1966.